# Khon Sawan (huyện)
Khon Sawan (tiếng Thái: คอนสวรรค์) là một huyện (amphoe) thuộc tỉnh Chaiyaphum, đông bắc Thái Lan.

## Lịch sử
Khon Sawan là một thành phố cổ, tên trước đây là Mueang Ka Long. Thành phố này được xây cùng thời với Mueang Korat bởi Phraya Khun Han, một người cháu của thống đốc Korat.

## Địa lý
Các huyện giáp ranh (từ phía bắc theo chiều kim đồng hồ) là Khok Pho Chai, Waeng Yai và Waeng Noi của tỉnh Khon Kaen, Kaeng Sanam Nang của tỉnh Nakhon Ratchasima, và Mueang Chaiyaphum và Kaeng Khro của tỉnh Chaiyaphum.

## Hành chính
Huyện này được chia thành 9 phó huyện (tambon).
| 1. | Khon Sawan     | คอนสวรรค์  |  |
| 2. | Yang Wai       | ยางหวาย   |  |
| 3. | Chong Sam Mo   | ช่องสามหมอ |  |
| 4. | Non Sa-at      | โนนสะอาด  |  |
| 5. | Huai Rai       | ห้วยไร่     |  |
| 6. | Ban Sok        | บ้านโสก    |  |
| 7. | Khok Mang Ngoi | โคกมั่งงอย  |  |
| 8. | Nong Kham      | หนองขาม   |  |
| 9. | Si Samran      | ศรีสำราญ   |  |